# Aulo Postumio Albo Regillense (console 464 a.C.)
Aulo Postumio Albo Regillense (fl. V secolo a.C.) è stato un politico e militare romano.
Rappresentante della Gens Postumia, fu probabilmente figlio di Aulo Postumio Albo Regillense e fratello di Spurio Postumio Albo Regillense.

## Consolato
Aulo Postumio fu eletto console nel 464 a.C., con Spurio Furio Medullino Fuso, nell'anno i cui Roma combatte contro gli Equi.
Postumio rimase a Roma mentre al collega console fu dato il comando della guerra. Quando in città giunse notizia dello stato di pericolo in cui versava l'esercito romano condotto da Furio Medullino, si decise di affidare il comando dei rinforzi a Tito Quinzio Capitolino Barbato, console dell'anno precedente, e a Postumio si chiese di proteggere i confini della città.
Postumio ebbe comunque modo di partecipare agli eventi bellici, sconfiggendo duramente gli Equi, che si erano dati alle razzie in territorio romano, nonostante fossero stati sconfitti in battaglia dalle forze di Furio Medellino e Tito Quinzio riunite.

## Ambasciatore
Nel 458 a.C. prima della battaglia del Monte Algido fu inviato come ambasciatore presso gli Equi e venne insultato dal comandante avversario